# 穆列什縣
穆列什縣是羅馬尼亞中部的一個縣。面積6,714平方公里，2011年時人口為550,846人，人口密度為每平方公里82人。首府特爾古穆列什。
下設5市、7镇、91鄉。

## 历史
在第一次世界大战之前，该县属于奥匈帝国匈牙利王国，当时称作马罗什·托尔达县。1920年《特里亚农条约》签订后，该县和特兰西瓦尼亚其它区域一同被划归罗马尼亚。
1940年，第二次维也纳仲裁之后，北特兰西瓦尼亚被从罗马尼亚王国割让给了匈牙利王國，该县即是其中之一。1944年，罗马尼亚军队在苏军帮助下重新夺取了割让出去的地区，重新将其并入罗马尼亚，该县被重新建立。1947年的《巴黎和平条约》重新确认了罗马尼亚通过《特里亚农条约》获得的领土的合法性。新成立的罗马尼亚人民共和国在1950年将该县并入了新成立的马扎尔自治区，1960年至1968年间改称穆列什-马扎尔自治区，1968年后该自治区被重新分为穆列什县和哈尔吉塔县。